# Vogelschutzgehölz Auf der Schmallert
Das Vogelschutzgehölz „Auf der Schmallert“ ist ein flächenhaftes Naturdenkmal in der Gemeinde Mühltal, Gemarkung Nieder-Ramstadt, im Landkreis Darmstadt-Dieburg, Südhessen. Es wurde mit Verordnung vom 25. Juni 1956 ausgewiesen und am 27. Juni 1956 im Darmstädter Echo veröffentlicht.

## Lage
Das Vogelschutzgehölz „Auf der Schmallert“ liegt im Naturraum Vorderer Odenwald, Teilgebiet 145.07 Unteres Modautal (Mühltal). Es befindet sich etwa 0,4 Kilometer östlich vom südöstlichen Ortsrand von Nieder-Ramstadt. Das Naturdenkmal liegt am Hang oberhalb der weiter südlich verlaufenden Bundesstraße 426 unweit vom Lohbergtunnel. Im Norden und Osten wird es von landwirtschaftlichen Flächen umgeben, im Westen und Süden grenzen Gehölze und Gebüsche an. Weiter unterhalb am Westhang befindet sich ein Weinberg.

## Geschichte
Im 16. und 17. Jahrhundert wurden in den Gewannen „in, auf und an der Schmallert“ größtenteils Weinreben angebaut. Der Name des Gebietes „Schmallert“ lässt sich von „schmal-hart“ (= schmales Gehölz) ableiten. Es ist das Überbleibsel eines ehemaligen Lohwaldes, der zur Gewinnung von Eichenrinde genutzt wurde.

## Beschreibung, Flora und Fauna
Das Naturdenkmal zieht sich als schmaler Gehölzstreifen an einem Südhang hinab. Der Boden über Diorit-Gestein ist flachgründig. In dem Gehölz wachsen mehrere alte Stieleichen mit Anteilen von Totholz als Überhälter und einige Vogel-Kirschen. Die Hecken und Gebüsche bestehen vor allem aus Schlehdorn und bilden einen guten Schutz. Zu den bemerkenswerten Pflanzen im Gebiet zählen Großes Windröschen und Breitblättrige Stendelwurz. Im Naturdenkmal leben viele Vogelarten, darunter die Rote-Liste Arten Wendehals und Pirol. Als Schmetterling mit Rote-Liste-Status wird der Große Fuchs genannt.

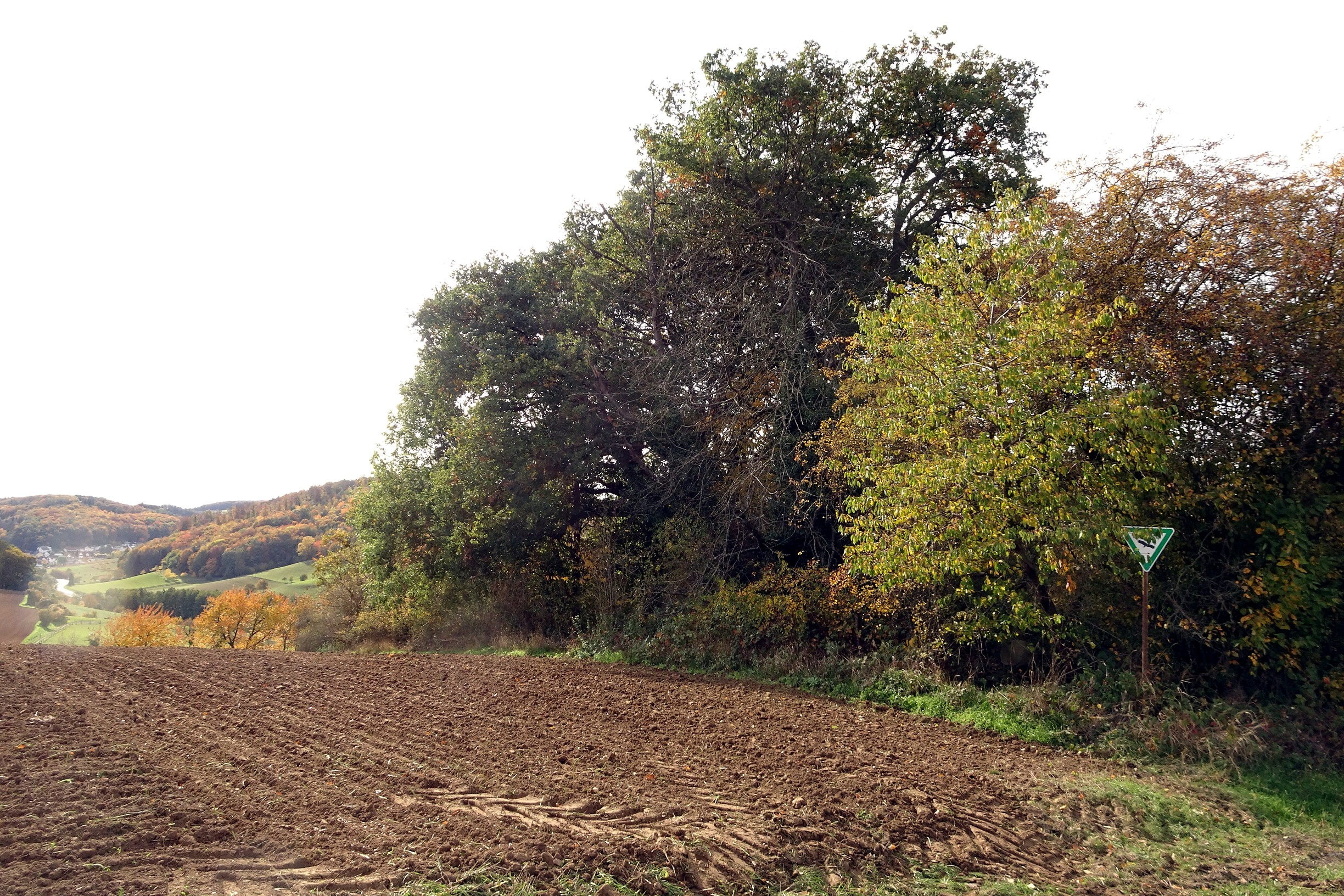
Das Vogelschutzgehölz am Hang (2020)
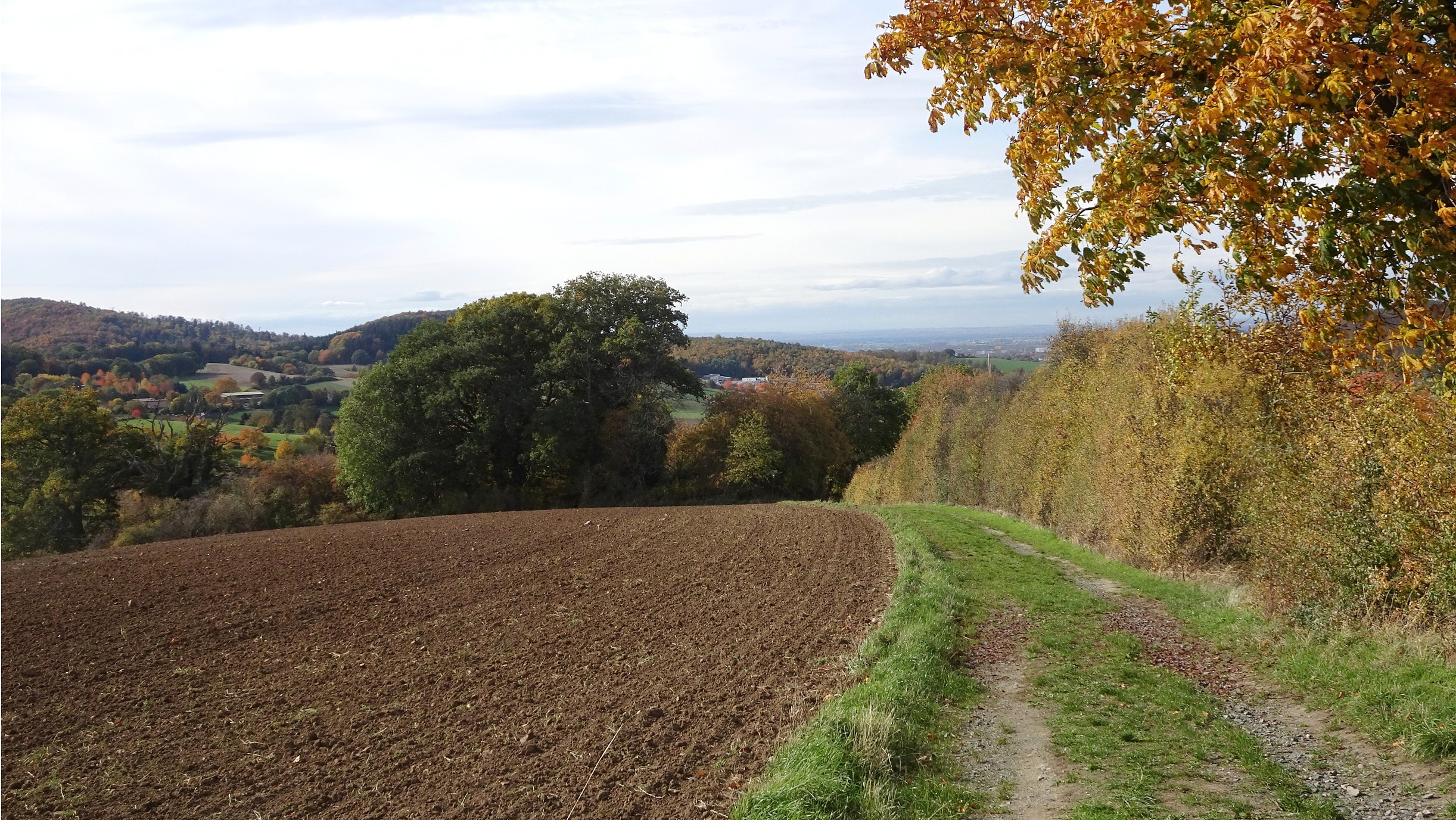
Im Osten grenzen Äcker an das Naturdenkmal (2020)

## Beeinträchtigungen
Am Rand bildet die Große Brennnessel flächendeckende Bestände, was auf den Eintrag von Dünger aus den angrenzenden Äckern hinweist.